# Чашкокрай блідий
Чашкокрай блідий (Chiloscyphus pallescens) — вид печіночників родини гребінницевих (Lophocoleaceae).

## Поширення
Батьківщиною є Європа, Азія, Північна Америка.
Живе у свіжих і вологих, вапнякових, багатих основами або нейтральних, тінистих і світлих місцях. Росте на суглинних, глинистих, піщаних або багатих перегноєм ґрунтах у болотах, на вологих луках, а також на узбіччях доріг, у канавах, на гнилій деревині, на дрібних каменях, у джерелах і на берегах водойм.

## Характеристика
Утворює галявинки від блідо-жовтувато-зеленого до коричнево-зеленого кольору або спорадично росте між іншими мохами. Окремі рослини виростають до 8 см в довжину і ≈3 мм в ширину. Злегка викривлені, спадаючі бокові листки більш-менш прямокутні, наполовину довші за ширину і часто злегка закраєні на кінчику. Злегка потовщені клітини бічних листків мають довжину від 40 до 70 мкм і ширину від 30 до 45 мкм в середині листка. Вони містять від 1 до 15 масляних тілець на клітину. Нижнє листя характерно глибоко розщеплене на 2 довгі тонкі частки і зазвичай злегка загнуте назад.